# 名古屋木材
名古屋木材株式会社（なごやもくざい、英: NAGOYA LUMBER CO., LTD） は、愛知県名古屋市中川区に本社を置く建築資材メーカー。

## 概要
1945年（昭和20年）12月28日設立。木材や合板、建材のほか、住宅機器、ウッドデッキ、住宅などの販売を行っている。2010年（平成22年）には木材コンビニ「A'zen（エイゼン）館」というリフォーム業者向け資材販売店をオープンした。
さらに国産材の有効活用をと圧縮木材の研究を重ね、「紙のようにしなやかに曲がる木」を開発。クラウドファンディングで注目を浴びた「曲がる木の手帳」はメディアで取り上げられ、さらにウッドデザイン賞　奨励賞を受賞するなど圧縮木材の新たな道を切り開く。

## 沿革
- 1942年（昭和17年）5月 - 統制会社としての名古屋木材株式会社（名木社）設立。
- 1943年（昭和18年）12月 - 統制会社としての愛知県地方木材株式会社（地木社）設立。名古屋木材株式会社（名木社）は愛知県地方木材株式会社（地木社）へ営業譲渡のうえ解散。
- 1945年（昭和20年）12月28日 - 加藤・大島・桐山の三氏が中心となり、愛知県地方木材株式会社（地木社）の全額出資にて木材の卸売会社「名古屋木材株式会社」が設立[1]。
- 1946年（昭和21年）11月 - 愛知県地方木材株式会社（地木社）解散。
- 1947年（昭和22年）3月 - 合名会社加周商店および名古屋木工合資会社の設備を買収。
- 1947年（昭和22年）11月 - 報徳産業株式会社を吸収合併[1]。
- 1948年（昭和23年）8月 - 愛知興業株式会社を吸収合併[1]。
- 1949年（昭和24年）5月 - 名古屋証券取引所市場第二部に株式を上場[1]。
- 1955年（昭和30年）8月 -　名古屋市中川区清船町にスウェーデンより輸入したパーティクルボード工場を建設。
- 1957年（昭和32年）4月 -　名木施工株式会社設立[1]。
- 1960年（昭和35年）10月 - 名古屋市中川区古渡町へ本社移転。
- 1969年（昭和44年）4月 - 愛知県海部郡飛島村に西部木材港事業所を開設。
- 1972年（昭和47年）7月 -　名木運輸株式会社設立[1]。
- 1974年（昭和49年）5月 -　名古屋市緑区に大高営業所（現名古屋営業部）を開設[1]。
- 1975年（昭和50年）8月 -　三重県鈴鹿市に鈴鹿営業所（現三重営業部）を開設[1]。
- 1982年（昭和57年）10月 -　２×４センター（現資材部）発足[1]。アメリカよりメタルプレートトラスの製造技術導入。
- 1989年（平成元年）6月 -　岐阜県羽島市に岐阜営業部を開設[1]。
- 1993年（平成5年）2月 - 光洋住建株式会社（後の三重ナゴヤホームズ）を買収[1]。
- 2009年（平成21年）10月 - 業種がその他製品から卸売業に変更。
- 2010年（平成22年）1月15日 - 株式会社ソレックス中部の保有全株式を株式会社ソレックスに譲渡。
- 2010年（平成22年）11月15日 - 木材コンビニ「A'zen（エイゼン）館」の1号店をグランドオープン[1]。
- 2013年（平成25年）7月 - 株式会社メイモク・リグノ設立[1]。
- 2015年（平成27年）9月 - 株式会社三重ナゴヤホームズを吸収合併[1]。
- 2021年（令和3年）
  - 3月24日 - 株式会社Nホールディングスによる株式公開買付けが成立[2]。
  - 3月24日 - 名古屋証券取引所市場第二部上場廃止。
  - 3月24日 - 株式併合により、株式会社Nホールディングスの完全子会社となる[3]。

## 主な商品
- 合板
- 建材
- 住宅機器
- 高機能商品、工法木材
- フローリング

## 関連会社
- 株式会社メイモク・リグノ